# ولادیمیر کوزیچکین
ولادیمیر کوزیچکین (روسی:  Владимир Анатольевич Кузичкин) (متولد ۱۹۴۷ میلادی) افسر عالی‌رتبه سازمان کاگ‌ب و اداره اصلی اطلاعات بود که در سال ۱۹۸۲ از تهران گریخت و به انگلستان پناهنده شد. گفته شده‌است که گزارش‌های او، منجر به فروپاشی حزب توده ایران گردید. وی نقش اساسی در اشغال سفارت آمریکا در تهران داشت.

## زندگینامه
کوزیچکین در سال ۱۹۴۷ در مسکو به دنیا آمد و پس از اتمام مدرسه به سربازی فراخوانده شده و مدت سه سال در شهر هاگنو در مرز بین آلمان شرقی و آلمان غربی در پایگاه سکوی پرتاب موشک‌های هسته‌ای انجام وظیفه می‌کرد. هنوز خدمت وظیفه را به پایان نبرده بود که به عضویت حزب کومونیست شوروی درآمد و از این طریق ورود او به انستیتوی کشورهای شرقی و آفریقایی آسان گردید. با توجه به اینکه رشته تحصیلی او زبان فارسی و کشور ایران بود در سال ۱۹۷۴ برای کارآموزی عازم ایران گردید پس از یک سال که در معدن بافق و نیز در شهرهای دیگر مشغول کارآموزی بود به شوروی بازگشت و وارد کاگ‌ب شد و بعد از یکسال در بخش جاسوسان مقیمان غیرقانونی (بخش s) مشغول انجام وظیفه گردید.

## مأموریت تهران
کوزیچکین در سال ۱۹۷۷ به عنوان جاسوس حرفه‌ای ولی در پوشش دیپلماتیک کاردار امور کنسولی وارد تهران شد. وی تا سال ۱۹۸۲ در تهران مأموریت‌های متعددی انجام داد که از موارد شناخته شده می‌توان به ارتباط مستمر با حزب توده ایران، سرلشکر احمد مقربی که توسط ساواک دستگیر و اعدام شد و محمدرضا سعادتی اشاره نمود.
گفته شده‌است که ترور نافرجام پاپ ژان پل دوم در ۱۳ ماه مه ۱۹۸۱ که توسط محمدعلی آغجا انجام شد به دستور کوزیچکین بوده‌است.

## پناهندگی
کوزیچکین در سال ۱۹۸۲ از طریق مرزهای شمال ایران به ترکیه گریخت و سپس به انگلستان اعزام شد. هرچند گفته شده‌است که بدرفتاری رئیسش لئونید شبارشین باعث پناهندگی او به انگلستان شده ولی مقدمات این فرار از مدت‌ها پیش توسط ام‌آی۶ طراحی شده بود. از جمله اطلاعاتی که او در اختیار مقامات غربی گذاشت، فعالیت‌ها و اسامی اعضاء حزب توده ایران بود. این اطلاعات توسط رابط پاکستانی به مقامات ایران تحویل داده شد و به دستگیری، محاکمه و اعدام بعضی از اعضاء، و فروپاشی حزب توده ایران منجر گردید. علاوه بر دستگیری عناصر حزب توده، اخراج شبارشین و ۲۰ افسر اطلاعاتی شوروی از ایران را نیز در پی داشت. هرچند در نامه‌ای که کوزیچکین در ژوئیه ۱۹۹۱ به سردبیر نیویورک تایمز نوشت، دخالت خود در این موارد را رد کرده‌است.
کوزیچکین در سال ۱۹۹۰ با نوشتن کتاب «از درون ک‌گ‌ب» (در ایران بنام «کاگ‌ب در ایران») موارد جاسوسی و فعالیت‌های خود را شرح داده است. او در این کتاب مدعی می‌شود که صادق قطب‌زاده در زمان تحصیلش در آمریکا یک عامل سازمان اطلاعات نظامی شوروی بوده‌ است که بعدها از کمونیسم مأیوس و به همکاری‌اش با اتحاد جماهیر شوروی پایان می‌دهد. کرملین که به شدت از دست قطب‌زاده عصبانی بود به ک‌گ‌ب دستور داد که حذف سیاسی و در صورت امکان فیزیکی‌اش را در دستور کار قرار دهند. از جمله این اقدامات پیام دروغین سی‌آی‌ای که از منزل قطب‌زاده برای یک مأمور آمریکایی ناشناس در ایران فرستاده شده بود. محتوای این نامه طوری تنظیم شده بود که روشن باشد این مأمور ناشناس در حقیقت وزیر امور خارجهٔ ایران بوده‌است. ک‌گ‌ب بستهٔ حاوی این پیام را در محلی قرار داد که سرویس امنیتی ایران براحتی آن را پیدا کند. این مدرک توسط حکومت ایران به عنوان سند برای محاکمه قطب‌زاده مورد استفاده قرار گرفت و او در سال ۱۹۸۲ با شلیک گلوله اعدام شد.